# ARM7
ARM7，由安謀國際科技公司研發的處理器家族，在這個系列中，首次加入了16-bit 的 Thumb指令集，以改善程式的密度。ARM7系列的處理器，大多數都採用 ARMv4T核心架構，但也有部份處理器採取ARMv3或ARMv5TEJ核心。這個系列採用馮紐曼架構。
第一個將 JTAG這個晶片除錯技術應用在 ARM家族上的，是ARM7DI，其中的 D 代表了除錯用的JTAG TAP，I 代表了支援硬體中斷點及觀察點的 ICE中斷除錯模組，它可以將系統停止下來，以利於除錯。這個型號已經不再生產，但是接下來的ARM處理器家族，都提供了相關的支援。

## ARM7TDMI
ARM7-TDMI（ARM7-Thumb+Debug+Multiplier+ICE）是32-bit 精簡指令集處理器。